# Fernando Flaínez I
Fernando Flaínez (fl. 953-986), filho do conde leőes Flaín Éctaz e sua esposa Brunilda , foi um rico-homem da Alta Idade Média no Reino de Leão.

## Biografia
Magnata proeminente e membro da cúria régia de Ramiro III e Bermudo II, Fernando Flaínez foi conde e governou a cidade  de Salamanca por mandato do rei. Teve várias propriedades na comarca de baixo Cea incluindo as vilas de Castrogonzalo, Villanueva la Seca e Fuentes de Ropel em Zamora. Confirmou vários diplomas reais, por exemplo, em 11 de julho de 953 uma doação feita pelo rei Ordonho III à Catedral de León de umas igregias no alfoz de Salamanca. Também figura em transações familiares com sua esposa Gontrodo.  Em 950, fez uma doação onde menciona o nome de seu pai, Flaín Éctaz.
Depois da morte do rei Ramiro III, os ricos-homens do reino de Leão tinham mais autonomia. Em agosto de 971,Garcia Fernandes, conde de Castela e Álava, Fernando Ansures, conde de Monzón, e Fernando Flaínez, conde em Salamanca, enviaram embaixadas à corte do califa de Córdova Aláqueme II.

## Matrimônio e descendência
Casou com Gontrodo de quem teve a Pedro Fernandes, conde, morto em 1027 sem descendência, e três filhas, Aroza, Aldara e Auria.